# Ostropomycetidae
Die Ostropomycetidae sind eine Unterklasse von Schlauchpilzen, die zum Teil Flechtenbildner sind.

## Merkmale
Die Ostropomycetidae sind teilweise Flechtenbildner, der Thallus ist krustenförmig oder fadenförmig. Die Photobionten gehören zur Gattung Trentepohlia, Coccomyxa, Trebouxia oder anderen chloroccalen Grünalgen.
Die Fruchtkörper sind in den Thallus eingesenkt, auf im sitzend oder gestielt, haben die Form von Apothecien oder Perithecien. Pro Ascus werden acht oder weniger Ascosporen gebildet. Diese sind farblos, einfach, querseptiert oder muriform. Die Paraphysen sind mehr oder weniger stark verzweigt. Die Asci sind unitunicat oder bitunicat, dann aber funktionell bitunikat. Sie besitzen meist keinen Tholus.

## Systematik
Mit Stand 2022 zählen folgende Ordnungen zur Unterklasse:
- Ordnung Baeomycetales
- Ordnung Graphidales
- Ordnung Gyalectales
- Ordnung Ostropales im engeren Sinne
- Ordnung Pertusariales
- Ordnung Sarrameanales
- Ordnung Schaereriales
- Ordnung Thelenellales